# Tuyên bố Nhân quyền ASEAN
Tuyên bố Nhân quyền ASEAN (tiếng Anh: ASEAN Human Rights Declaration, viết tắt là AHRD) là văn bản tuyên bố chung về nhân quyền của các nước ASEAN trong khuôn khổ Hội nghị cấp cao ASEAN lần thứ 21 được tổ chức tại Phnom Penh, Campuchia vào ngày 18 tháng 11 năm 2012 với sự chấp thuận và ký kết của lãnh đạo 10 nước thành viên ASEAN. Đây là văn kiện chính trị đầu tiên của ASEAN nhằm tạo khuôn khổ chung cho tăng cường hợp tác ASEAN về thúc đẩy và bảo vệ nhân quyền trong khu vực.
Tuyên bố Nhân quyền ASEAN gồm 40 điều khoản, khẳng định mọi công dân ASEAN có 4 nhóm quyền căn bản về dân sự và chính trị, về kinh tế, xã hội và văn hóa, quyền phát triển, và quyền hưởng hòa bình. Các quyền này được xây dựng trên những nguyên tắc căn bản là bình đẳng, tôn trọng đặc thù khu vực và sự đa dạng của mỗi quốc gia. Tuy vậy, cũng có một số chỉ trích của các tổ chức nhắm đến tuyên bố này, cho rằng nó vẫn còn mang một số khiếm khuyết nhất định và thậm chí, một số tổ chức nhân quyền phê phán văn bản không đáp ứng tiêu chuẩn quốc tế.

## Thông qua và ký kết
Về phía các nước ASEAN thì việc xây dựng dự thảo và tổ chức ký kết xuất phát từ nhu cầu của các nước trong khối này trong việc xây dựng và phát triển đối với vấn đề nhân quyền trong khu vực và hy vọng Tuyên bố sẽ đạt được nhiều ý nghĩa quan trọng trên các lĩnh vực nhân quyền.

Bản đồ 10 nước ASEAN

Tuy nhiên Tuyên bố được xây dựng trong bối cảnh có sự chỉ trích kịch liệt  của một số tổ chức, cá nhân trong lĩnh vực nhân quyền, hơn 60 tổ chức kêu gọi ASEAN hoãn lại việc thông qua bản tuyên bố, cho rằng hệ thống chính trị của các quốc gia trong khối rất đa dạng, từ xã hội tự do như Philippines cho đến các chế độ độc đảng như Lào và Việt Nam nên khó thực hiện cải tổ nhân quyền. một số nước và tổ chức, trong đó có Hoa Kỳ đã ra lời kêu gọi chưa nên thông qua Tuyên bố này.
Tổ chức Ân xá Quốc tế cảnh báo bản dự thảo bản tuyên bố về nhân quyền của ASEAN không phù hợp với các chuẩn mực hiện hành về nhân quyền và có thể làm tăng thêm quyền lực cho một số nhà nước trong ASEAN vi phạm nhân quyền, thay vì tạo ra những cơ chế mới giúp bảo vệ những người dân tránh được những hành động bạo lực.
Một số ý kiến quan ngại rằng những người tham gia xây dựng và ký kết Tuyên bố này là các chính trị gia mà không phải là những chuyên gia, những nhà nghiên cứu độc lập, hay những người đã từng là nạn nhân của hành vi xâm hại nhân quyền, đồng thời có dấu hiệu của sự thiếu minh bạch và công khai trong quá trình soạn thảo, che lấp đi tai mắt của các hội đoàn dân sự, của các tổ chức, cá nhân bảo vệ nhân quyền khi dự thảo tuyên bố được thông qua nhanh chóng để tránh việc trì hoãn và nguy cơ làm chậm lại quá trình ra đời văn bản và bị quy kết là soạn thảo lén lút.
Những người chỉ trích cũng cho rằng bản tuyên bố thiếu sự công khai, và các quốc gia thành viên đã hỏi ý kiến lẫn nhau một cách sai quy định khi soạn thảo bản tuyên bố và dự thảo ban đầu được cho là có nhiều kẽ hở dù nó chỉ là điểm khởi đầu để các quốc gia trong khu vực đề cập đến vấn đề nhân quyền được người dân quan tâm.
Một ý kiến cho biết rằng trong cuộc họp ngày 17 tháng 11 năm 2012, các Ngoại trưởng ASEAN đã phải sửa đổi bổ sung bản dự thảo Tuyên bố về Nhân quyền, để đáp ứng các đòi hỏi của giới bảo vệ nhân quyền và Tuyên bố được các nhà lãnh đạo ASEAN ký trong ngày đầu tiên của Hội nghị Cấp cao ASEAN lần thứ 21 vừa khai mạc sáng ngày 18 tháng 11 năm 2012 tại cung Hòa Bình ở thủ đô Phnom Penh của Campuchia. Lễ ký diễn ra sau khi các nhà lãnh đạo của khối nhất trí bổ sung thêm một đoạn mới vào phút cuối cùng vì bị chỉ trích dữ dội. Tuyên bố đã được ký kết và thông qua bất chấp sự phản đối quyết liệt của một số tổ chức và cá nhân bảo vệ Nhân quyền quốc tế. Đoạn mới này tập trung vào việc bảo đảm sự thi hành của bản tuyên bố, theo luật quốc tế và theo mục tiêu của ASEAN, do các quốc gia thành viên đưa ra.
Ngay sau lễ ký, các nhà lãnh đạo ASEAN đều đã bày tỏ hoan nghênh việc đưa ra được tuyên bố quan trọng này, một bằng chứng cho thấy ASEAN đang ngày càng hội nhập mạnh mẽ để tiến gần hơn tới việc thành lập Cộng đồng Kinh tế ASEAN vào năm 2015 theo đúng lộ trình đề ra.

## Nội dung chính
Tuyên bố bao gồm 07 phần với 40 Điều gồm cụ thể như sau:
Phần mở đầu: Khẳng định lại các mục đích, nguyên tắc trong Hiến chương ASEAN, nhấn mạnh cam kết đối với Tuyên ngôn Quốc tế về Nhân quyền (UDHR), Hiến chương Liên Hợp Quốc, Tuyên bố và Chương trình hành động Viên..., khẳng định Tuyên bố này sẽ góp phần xây dựng khuôn khổ hợp tác nhân quyền ở khu vực và đóng góp vào tiến trình xây dựng Cộng đồng ASEAN
Các nguyên tắc chung: Đưa ra các nguyên tắc cơ bản trong lĩnh vực nhân quyền như:
- Nguyên tắc bình đẳng, không phân biệt đối xử
- Nguyên tắc quyền được công nhận, bảo vệ trước pháp luật
- Nguyên tắc đối xử cân bằng giữa các quyền, cân bằng giữa quyền và trách nhiệm
- Nguyên tắc tôn trọng đặc thù khu vực và sự đa dạng về thể chế chính trị, kinh tế, văn hóa, lịch sử… của mỗi nước cũng như pháp luật và trật tự xã hội trong thực thi nhân quyền
- Nguyên tắc bảo đảm các nguyên tắc không thiên vị, khách quan
- Nguyên tắc không chính trị hóa vấn đề nhân quyền.

Các quyền dân sự và chính trị: bao gồm các quyền liên quan đến lĩnh vực dân sự và chính trị trên phương diện rộng cụ thể là: 
- Quyền được sống
- Quyền hưởng tự do và an ninh cá nhân
- Quyền không bị nô dịch và buôn bán
- Quyền không bị tra tấn
- Quyền tự do đi lại, cư trú, tị nạn
- Quyền sở hữu tài sản
- Quyền có quốc tịch
- Quyền hôn nhân và gia đình
- Quyền được xét xử công bằng và bảo vệ trước pháp luật
- Quyền riêng tư và bảo vệ dữ liệu cá nhân
- Quyền tự do tín ngưỡng tôn giáo
- Quyền tự do ngôn luận, tự do hội họp
- Quyền ứng cử, bầu cử trên cơ sở nội luật của mỗi nước

Các quyền kinh tế, xã hội và văn hóa: Tuyên ngôn khẳng định một số quyền trong lĩnh vực kinh tế, xã hội, văn hóa đồng thời nhấn mạnh việc thực hiện các quyền kinh tế-xã hội-văn hóa cần phù hợp với khả năng và điều kiện của các quốc gia thành viên.
- Quyền về việc làm
- Quyền lập và tham gia công đoàn
- Quyền đối với các dịch vụ xã hội cơ bản (lương thực, y tế, vệ sinh...)
- Quyền nâng cao thể chất và chăm sóc sức khỏe
- Quyền hưởng an sinh xã hội và giáo dục
- Quyền văn hóa
- Trong nhóm quyền này cũng có những quy định về việc hạn chế sử dụng lao động trẻ em, giúp đỡ và chống kỳ thị với người mắc bệnh truyền nhiễm, việc chăm sóc, bảo vệ bà mẹ và trẻ em.

Quyền phát triển: Nội dung này khẳng định quyền phát triển là thành tố quan trọng của nhân quyền, trong đó mỗi người có quyền tham gia, đóng góp và thụ hưởng công bằng các thành quả và lợi ích của phát triển đồng thời nêu các biện pháp thu hẹp khoảng cách phát triển, thúc đẩy phát triển bền vững và đồng đều ở khu vực nhằm phục vụ và nâng cao cuộc sống của người dân khu vực
Quyền hưởng hòa bình: khẳng định mỗi cá nhân và các dân tộc ở khu vực đều có quyền hưởng hòa bình, các nước ASEAN cần tăng cường hợp tác và hữu nghị để thúc đẩy hòa bình, ổn định và hòa hợp ở khu vực
Hợp tác thúc đẩy và bảo vệ nhân quyền: Khẳng định mong muốn, cam kết của các nước thành viên trong tăng cường hợp tác về nhân quyền
Sau các cuộc thảo luận, các thành viên đã quyết định bổ sung thêm một đoạn mới vào Tuyên bố. Đoạn bổ sung này tập trung vào việc đảm bảo thực thi Tuyên bố theo những cam kết quốc tế và cam kết của ASEAN được các nước thành viên đưa ra Đoạn này được đưa thêm vào phần hai của bản tuyên bố, liên quan đến vấn đề chỉ mang tính cách hoạt động.

## Ý nghĩa

### Về chính trị
Tuyên bố này là văn kiện chính trị đầu tiên phác thảo khuôn khổ tăng cường hợp tác và bảo vệ nhân quyền ở khu vực Đông Nam Á và được các nhà lãnh đạo của 10 nước ASEAN đã tán dương bản Tuyên bố Nhân quyền như một thỏa thuận lịch sử giúp bảo vệ 600 triệu người dân trong khu vực này và việc thông qua AHRD khẳng định ASEAN luôn cam kết tôn trọng và bảo vệ các quyền cơ bản của 600 triệu công dân trong khối này, nó cũng sẽ nhằm giúp giảm bớt các vụ bắt bớ và tra tấn bất hợp pháp.
Theo các nhà lãnh đạo ASEAN thì tuyên bố này đã thể hiện những ý nghĩa quan trọng và sâu sắc, cụ thể như sau:
- Thể hiện nguyện vọng, quyết tâm và nỗ lực trong việc xây dựng một Cộng đồng ASEAN hướng tới người dân đồng thời khẳng định cam kết của ASEAN tôn trọng, thúc đẩy và bảo vệ các quyền cơ bản của con người cũng như phấn đấu nâng cao chất lượng cuộc sống của nhân dân khu vực như đã nêu trong Hiến chương ASEAN.
- Thể hiện cam kết của ASEAN trong việc thúc đẩy thực hiện Tuyên bố Nhân quyền ASEAN phù hợp với các nguyên tắc đề ra trong Hiến chương Liên Hợp Quốc, Tuyên ngôn Nhân quyền Quốc tế, Tuyên bố và Chương trình Hành động Viên và các văn kiện quốc tế về nhân quyền khác đã tham gia.
- Khẳng định lại các giá trị nhân quyền chung, đi đôi với coi trọng các giá trị và đặc thù của ASEAN và các quốc gia trong khu vực, quyền đi đôi với nghĩa vụ, trách nhiệm trước cộng đồng, đóng góp vào nỗ lực chung của cộng đồng quốc tế trong lĩnh vực quyền con người.

Những người lãnh đạo cũng cho biết, tuy Tuyên bố còn có khiếm khuyết nhưng nó mang tính bước ngoặt của lịch sử và tiến bộ và Văn kiện này sẽ giúp củng cố những cải cách dân chủ ở các nước thành viên như Miến Điện.
| “                                               | Đây là một di sản để lại cho con cháu chúng ta | ” |
| — Albert del Rosario - ngoại trưởng Philippines |                                                |   |

| “                                           | Đây là một bước đi rất quan trọng của Asean | ” |
| — Wunna Maung Lwin - Ngoại trưởng Miến Điện |                                             |   |

| “                                     | Việt Nam hoan nghênh việc ASEAN thông qua Tuyên bố Nhân quyền ASEAN bởi nó phù hợp với các mục tiêu và nguyên tắc đề ra trong Hiến chương ASEAN và đóng góp vào tiến trình xây dựng Cộng đồng ASEAN hướng tới người dân | ” |
| — Nguyễn Tấn Dũng, Thủ tướng Việt Nam | |   |

Giáo sư Chan Heng Chee, cựu Đại sứ Singapore tại Mỹ, ghi nhận AHRD là điều không tưởng đối với ASEAN ở thời điểm cách đây 5 năm.

### Về pháp lý
Về mặt pháp lý, Tuyên bố Nhân quyền là văn kiện không mang tính ràng buộc pháp lý, nó chỉ thể hiện nỗ lực cũng như sự đồng thuận của các nhà lãnh đạo ASEAN trong việc ngăn chặn các hành vi xâm phạm quyền lợi chính đáng của người dân ASEAN, cũng như ngăn ngừa các hoạt động "lợi dụng chiêu bài nhân quyền" để chống phá các tổ chức, chính phủ trong khu vực và là lời hứa và cam kết của các quốc gia thành viên trong việc bảo vệ và thúc đẩy tiến bộ nhân quyền. Tuyên bố khẳng định mọi công dân đều bình đẳng trước pháp luật, và các nhóm dễ bị tổn thương như phụ nữ, người khuyết tật, người thiểu số và di dân có những quyền và tự do không thể bác bỏ.
Tuyên bố khẳng định mục tiêu tiến gần hơn tới một Cộng đồng kiểu Liên minh châu Âu trong bối cảnh quốc gia và khu vực và sự khác biệt từ nền tảng về chính trị-xã hội, kinh tế, pháp lý, văn hóa-lịch sử, và tôn giáo nhằm tạo dựng nên một hệ giá trị riêng cho khối để để tiến tới việc nhất thể hóa ASEAN.
Tuyên bố được khen ngợi vì đề cao các Quyền Dân sự, Kinh tế và Phát triển. Tuy nhiên cũng có ý kiến cho rằng câu cú và văn phong của tuyên bố chỉ theo kiểu cảm tính nhưng lại thiếu vắng tinh thần pháp luật và nền tư pháp độc lập, và sẽ có nguy cơ gây xung đột giữa nhà nước và công dân, và giữa các quốc gia thành viên với nhau, vì kết cấu lỏng lẻo và khả năng diễn giải theo cách hiểu khác nhau tùy vào nhận thức và hiểu biết trong bối cảnh cụ thể của mỗi người và mỗi quốc gia.
Tuyên bố cũng không có tính bắt buộc này kêu gọi chấm dứt các hình thức tra tấn, bắt giữ vô lý cũng như các hình thức xâm phạm nhân quyền khác, một số điều khoản trong tuyên bố này nói nhân quyền có thể bị hạn chế vì những lý do an ninh, trật tự công cộng hoặc đạo đức, những điều khoản như vậy có thể bị lạm dụng để bào chữa cho sự vi phạm nhân quyền. Nó cũng có các điều khoản cho phép chính quyền nói mình không phải thi hành vì hoàn cảnh quốc gia và ngay từ đầu họ đã tạo ra lỗ hổng.

## Chỉ trích
Một số tổ chức lên tiếng chỉ trích mạnh mẽ và cho rằng văn bản này còn quá nhiều khiếm khuyết đối với ASEAN, một tổ chức tập hợp nhiều quốc gia có các thể chế chính trị khác nhau, từ chế độ toàn trị tại Việt Nam, Lào, cho đến các nền dân chủ tự do như Philippines và đánh giá chung rằng Tuyên bố nhân quyền ASEAN được thông qua bất chấp dư luận dè dặt.
Liên đoàn Quốc tế Nhân quyền cho rằng tuyên bố đã xé tan những chuẩn mực nhân quyền được chấp nhận từ lâu và coi thường sự thống nhất của quốc tế về các nguyên tắc nhân quyền đã có từ sáu mươi năm qua, ngoài ra toàn bộ văn bản không theo chuẩn mực quốc tế. Phil Robertson, phó giám đốc châu Á của tổ chức nhân quyền Human Rights Watch cho rằng đây chỉ là trò đánh bóng mặt mũi.
| “                                    | Một số người than phiền nó chưa đạt tiêu chuẩn cao hơn, nhưng chúng tôi xem đây là tiến bộ, nhìn vấn đề về dài hạn | ” |
| — Surin Pitsuwan - Tổng thư ký ASEAN | |   |

Có ý kiến cho rằng Tuyên bố này đã minh chứng sự xung đột đang hiện hữu trong nhận thức về nhân quyền ở các cộng đồng, lãnh thổ và quốc gia và đã góp phần nới rộng khoảng cách giữa giá trị Nhân quyền theo kiểu Đông-Tây và việc thừa nhận và tôn trọng sự khác biệt trong nền tảng văn hóa, tư tưởng và thể chế chính trị là điều không thể không thực hiện giữa các cộng đồng và các quốc gia này. Đồng thời chú trọng việc đảm bảo về mặt quyền lực chính trị hơn là bảo vệ nhân quyền, nhất là việc các nguyên tắc Nhân quyền và các quyền tự do căn bản có thể bị giới hạn để đáp ứng các yêu cầu về an ninh quốc gia, trật tự xã hội, và đạo đức 
Tuyên bố này cũng bị coi là mang nặng việc ban phát nhân quyền của những người lãnh đạo và dù ra đời sau hơn 60 năm so với bản Tuyên ngôn Quốc tế Nhân quyền lại đang dần phủ nhận những giá trị phổ quát, mang một tinh thần hẹp hòi và chủ nghĩa quốc gia trong cách nhìn nhận về nhân quyền. Đồng thời Tuyên bố hàm chứa những lỗ hổng mà họ lo ngại sẽ bị các chính phủ lợi dụng để tiếp tục đàn áp.